# 小时代之折纸时代
《小時代之折紙時代》（英語：Tiny Time），曾改名為《青春時代》，2012年中国大陆、台灣合拍偶像劇，改編自作家郭敬明的同名小說，由台灣著名偶像劇導演瞿友寧執導，製作人梁東聯手打造，2012年8月6日開鏡，2013年1月殺青，2013年12月取得发行许可证。於2014年7月10日於优酷网和土豆網首播。

## 播出

### 首播
| 頻道            | 所在地 | 播映日期      | 播出時間                                                      |
| --------------- | ------ | ------------- | ------------------------------------------------------------- |
| 优酷网、土豆網  | 中国   | 2014年7月10日 |                                                               |
| DATV            | 日本   | 2015年8月4日  | （火）19:00～（2話連続）                                      |
| 城市电视2高清台 | 加拿大 | 2016年        | 每周一至周五 溫哥華 6:30 PM, 12:30 AM 多倫多 9:30 PM, 3:30 AM |

## 演員陣容

### 主要角色
| 演員   | 核心角色 | 介紹                                                                |
| 陳意涵 | 林蕭     | 大學中文系學生，和顧里、南湘、唐宛如是好友，《M.E》雜誌總裁的助理。 |
| 江鎧同 | 顧里     | 經貿系學生，林蕭、南湘、唐宛如的好友。富二代，顾源的女友。          |
| 陳匡怡 | 南湘     | 大學美術系學生，林蕭、顧里、唐宛如的好友，席城前女友。              |
| 徐冬梅 | 唐宛如   | 大學體育系學生，林蕭、顾里、南湘的好友。                            |
| 演員   | 主要角色 | 人物介紹                                                            |
| 何潤東 | 宮洺     | 《M.E》雜誌總裁，林蕭的上司，周崇光哥哥，喜歡林蕭。                 |
| 李易峰 | 簡溪     | 林蕭大學的男友，後分手。                                            |
| 喬任梁 | 周崇光   | 《M.E》雜誌專欄作家，宮洺的弟弟。喜歡林蕭，后為其男友。             |
| 徐越   | 顧源     | 顧里的男朋友，簡溪的好友，富二代。                                  |
| 巫迪文 | 席城     | 南湘的前男友，前期患有憂鬱症，為人衝動，愛用暴力解決問題，後坐牢。  |
| 姚奕辰 | 許偉     | 林蕭大學前交往兩個月的男友，顾里的老闆兼好友。                      |
| 金世佳 | 衛海     | 田徑隊選手，宛如的追求對象。                                        |

### 其他角色
| 演員   | 角色   | 介紹                                                                             |
| 劉恩佑 | 方華   | 作家，宫洺好友，後死於糖尿病。                                                   |
| 陳學冬 | 陸之問 | 南湘經紀人，喜歡南湘，具最後一集的伏筆，似乎是顧里不知從哪冒出來的弟弟顧准。     |
| 楊洋   | Neil   | 顧里的表弟，法律系畢業。                                                         |
| 李純   | 林泉   | 林汀的雙胞胎妹妹，為報復林蕭勾引簡溪。                                           |
| 李純   | 林汀   | 單戀簡溪，對他愛至入骨，曾警告過林蕭跟簡溪分手，但林蕭卻沒聽其警告，終跳樓自殺。 |
| 張玉潔 | Kitty  | 宮洺助手，愛慕宮洺，林蕭的上司。                                                 |
| 馬睿   | 葉傳萍 | 顾源母親。                                                                       |
| 張騰   | 袁藝   | 顧源的相親對象，喜歡顧源。                                                       |
| 楊寶龍 | 唐冠軍 | 體育教練，唐宛如的父親。                                                         |
| 夏志祥 | 宮勛   | 宮洺的父親。                                                                     |
| 唐鑫   | 童瑤   | 衛海的女朋友，後分手。                                                           |
| 李彥希 | 江宇   | 盛古集團總經理，顧延盛的得力助手。                                               |
| 吳任遠 | 顧延盛 | 盛古集團董事長，顧里的父親，參加顧里生日派對途中車禍去世。                       |
| 顧凱俐 | 林衣蘭 | 顧里的繼母。                                                                     |

## 電視劇歌曲
| 曲別   | 歌名           | 演唱者 | 作詞   | 作曲     |
| 片頭曲 | 一切都是因為愛 | 倪安東 | 陳信延 | 張簡君偉 |
| 片尾曲 | 我看見的世界   | 周蕙   | 姚若龍 | 陳小霞   |

## 製作團隊
- 導演：瞿友寧
- 製片人：梁東
- 原著：郭敬明

## 換角風波
在劇組開拍兩個月後，本劇導演瞿友寧在微博怒指飾演陸之問的陳學冬辭演該劇，令劇組損失慘重，同時道出開拍之前，另一女演員戚薇辭演該劇，矛頭指向小說原作者郭敬明。
而郭敬明及陳學冬的媽媽同一時間則作出回應，郭敬明指導演冤枉戚薇，并指責導演亂改劇本，直言自從看到劇本被改得面目全非，《小時代》就和他再也沒有關係。此番言論立即招來網友非議，指郭敬明說法前後不一致，因為開拍之初郭敬明曾經在微博發言稱《小時代》交給瞿導他絕對放心。
之後，瞿友寧再次在微博貼出他與郭敬明、陳學冬的微信記錄，直言當初陳學冬出演陸之問一角是由郭敬明指定，並非如陳學冬媽媽所言在未簽約的情況下“被出演”該劇，讓種種問題在劇組開拍兩個月後浮出水面。而該劇另一演員何潤東也在微博中力挺瞿友宁：“你是位非常非常正直非常好的导演！很开心可以跟你合作，你拍的每一个镜头都非常非常用心！我们一起加油！挺你！！！”

## 外部連結
- 《小時代》官方微博 （页面存档备份，存于）
- 《小時代》攝製組 （页面存档备份，存于）
- 《小時代》開機發佈會 （页面存档备份，存于）